# 大原裕
大原 裕（おおはら ゆたか、1959年 - ）は、日本のトロンボーン奏者、作曲家。関西の即興音楽シーンを中心に活動し、豊かな音楽性とエネルギッシュな演奏スタイルで知られた。

## 略歴と活動
トロンボーン奏者としての高い表現力に加え、独自の視点による作曲・編曲も行っていた。
1990年代、京都のジャズスポット「セサモ」でのセッションをきっかけに、船戸博史（コントラバス）、芳垣安洋（ドラムス）とともに即興ユニットSIGHTSを結成。三人による不可分なアンサンブルは「大阪最深部の鼓動を伝える」と評され、音楽性は即興性と空間性を重視し、ジャズの枠を超えた表現が特徴とされた。  
大原は「普通のスタンダードを4ビートで演奏することに面白さを感じられなかった」と語り、SIGHTSを通じて自身の音楽を模索していたという。
SIGHTSは京都・大阪を拠点に活動し、東京方面へも頻繁に遠征を行っていた。『El Sur』（1990年、カセット）など複数の録音を残し、後にOFF NOTEレーベルよりCD（2001年）として再発された。
1996年には、アコースティック・ブラスバンド LIVE! LAUGH!（リヴ・ラフ） を結成。ジャンル横断的なレパートリーを取り上げ、自由で躍動的なアンサンブルを特徴とする大編成バンドとして、ライブハウスやフェスティバルに出演した。
また、大原はネッド・ローゼンバーグ、バール・フィリップス、ジョン・リンドバーグ、高瀬アキ、アレクサンダー・フォン・シュリッペンバッハ、渋谷毅オーケストラ、渋さ知らズなど、国内外の即興音楽家やジャズミュージシャンと幅広く共演している。

## 音楽性
洗練された技術よりも、楽曲や演奏が本来持つ感情の核をつかみとることに重きを置いた演奏を信条とし、多くの共演者・後進に強い印象を残した。そのブロウはしばしば「骨太で情熱的」「本質を投げつけるような」と評される。  
大原は「ジャズはフレーズの模倣ではなく、日々の生活から自然に生まれる音であるべきだ」と語り、既成のスタイルをなぞることを否定した。「コピーしても、本人が持っていたパワーは出てこない。だからこそ、自分に正直であることが大切」とし、「フレーズで勝負しない」という姿勢を貫いていた。

## 人柄と影響
率直で豪快な人柄でも知られ、若い演奏家や文筆家を励ますなど、周囲に大きな影響を与えた。現在も彼の音楽に触れた人々の記憶の中で、その存在が語り継がれている。

## ディスコグラフィ

### SIGHTS
SIGHTS の主な録音作品。
- 『El Sur』 – Sur Music OYO-1／カセット、1990年、大阪スタジオ録音
- 『First Sight』 – DNA ACT-1／CD、1992年録音
- 『Pink; Live at Big Apple』 – Sur Music OYO-2／カセット、1994年、神戸ビッグアップルでのライヴ録音
- 『タッタ (Tatta)』 – Voice From All Access VAA-001／CD、1995年録音

### その他の作品
- 『風ヲキッテ進メ！』 – LIVE! LAUGH!（OFF NOTE ON-34／CD）